# Мост Конфедерации
Мост Конфедерации (англ. Confederation Bridge; фр. Pont de la Confédération) — автомобильный мост, соединяющий остров Принца Эдуарда (англ. Prince Edward Island) и Нью-Брансуик (англ. New Brunswick) на материковой части Канады.
Мост Конфедерации был открыт 31 мая 1997 года. Длина моста составляет 12,9 км, это самый длинный мост в мире, построенный над покрывающейся льдом водой.

## Конструкция
Мост имеет длину почти 13 км, включая подъездные пути. Опирается на 62 опоры. 44 пролёта — основные, длиной по 250 м каждый. Ширина моста составляет 11 м, высота моста над уровнем моря в проливе Нортамберленд равна 40 м, в центральной части, предназначенной для прохода морских судов, достигает 60 м. Мост построен с небольшим двойным изгибом в виде буквы S. Это сделано для того, чтобы водители не теряли бдительности на дороге, поскольку эксперты считают, что потеря бдительности чаще случается именно на прямых участках движения. Дорожное полотно освещают более 300 уличных фонарей. Мост заменил проходящую здесь паромную переправу, на которую прежде приходилось тратить несколько часов, и которая в зимнее время представляла опасность.

## Экономика
Общие расходы на осуществление данного проекта составили примерно 1,3 млрд канадских долларов. Мост управляется фирмой Strait Crossing Bridge Limited до 2032 года. Доход фирма получает за счет платы за проезд по мосту и за счет субсидий от федерального правительства. После 2032 года управление мостом перейдет к федеральному правительству Канады.